# Estêvão, o Jovem

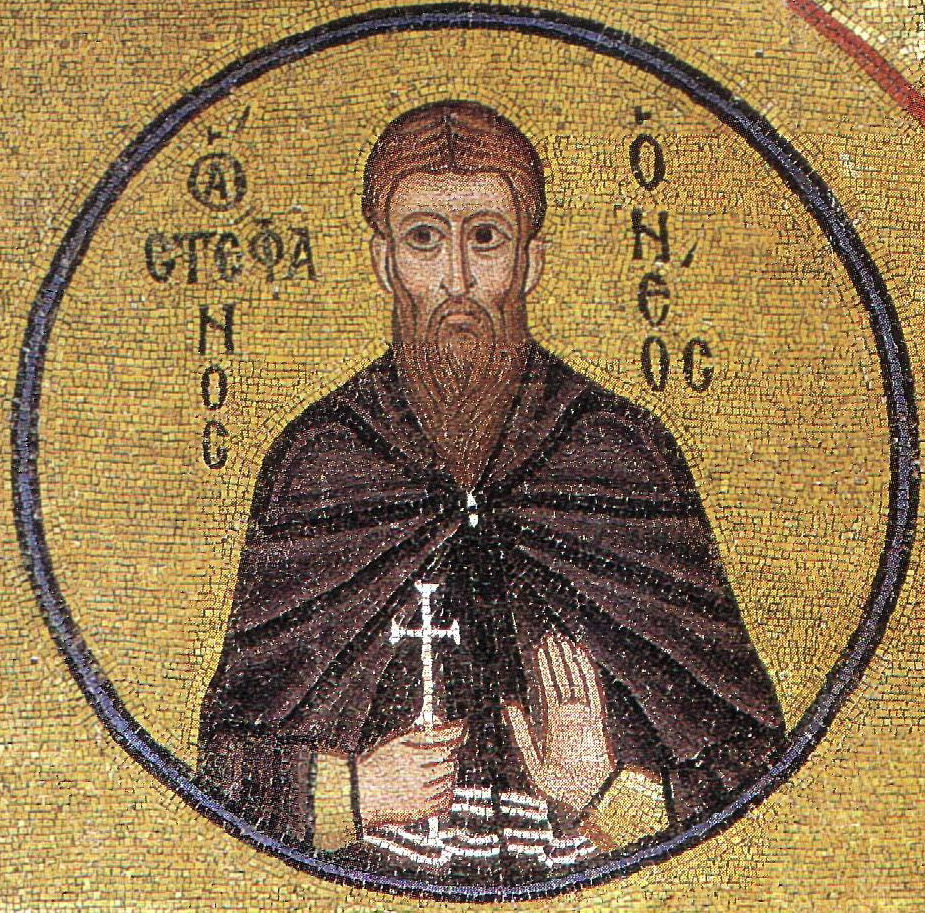
Mosaico de Estêvão, o Jovem presente no Mosteiro de São Lucas

Estêvão, o Jovem (em grego: Ἂγιος Στέφανος ὁ νέος 713/715 - 28 de novembro de 764/765) foi um monge bizantino de Constantinopla que tornou-se um dos principais oponentes das políticas iconoclastas do imperador Constantino V Coprônimo (r. 741–775). Foi executado em 764, e tornou-se o mais proeminente mártir iconódulo. Sua festa é celebrada anualmente em 28 de novembro. Sua hagiografia, a "Vida de São Estêvão, o Jovem", é uma importante fonte histórica. Como um proeminente defensor das imagens, e o maior mártir da iconoclastia, Estêvão é retratado segurando um ícone ou um díptico de ícones, geralmente mostrando os bustos de Cristo e Virgem Maria. Ele é também uma das testemunhas do famoso ícone russo celebrando o "Triunfo da Ortodoxia".

## Biografia
Estêvão nasceu em Constantino em 713 ou, de acordo com a Vida, pouco depois de 11 de agosto de 715. Seu pai, Gregório, foi um artesão. Sua mãe chamava Ana e teve duas irmãs mais velhas, Teodora e outra de nome desconhecido. No Sábado de Aleluia de 716 foi batizado em Santa Sofia pelo patriarca Germano I. Aos 16 anos (c. 731) foi trazido por seus pais para o monte Auxêncio na Bitínia, onde tornou-se monge. Visitou Constantinopla novamente para o funeral de seu pai alguns anos depois e levou sua mãe e irmãs para o convento do monte Auxêncio. Aos 31 anos (743/746) seu mentor, João, morreu e Estêvão o sucedeu fundando um mosteiro.
Aos 42 anos (754/757), ele retirou-se como eremita para uma caverna. Refutou as decisões iconoclastas do Concílio de Hieria (754), mas não foi até c. 760 que começou a sofrer perseguição: foi acusado de relações sexuais com sua mãe, e de ilegalmente tonsurar Jorge Sincleto, um favorito do imperador Constantino V Coprônimo (r. 741–775). Alguns estudiosos modernos, contudo, rejeitam a história convencional onde a perseguição de Constantino aos monges foi um resultado de Estêvão defender a causa dos iconódulos. Pelo contrário, tem sido sugerido que a corrida do imperador contra o monasticismo tinha razões militares e financeiras, uma vez que os mosteiros não pagavam impostos e os monges estavam isentos de deveres militares. Consequentemente, a perseguição de Estêvão pode ter tido mais a ver com que sua popularidade e forte defesa do monasticismo, ao invés de sua ativa oposição da iconoclastia como reportado em sua Vida.
Constantino V então enviou soldados que prenderam-no e o trouxeram para o mosteiro em Crisópolis. Lá novamente recusou a aceitar as decisões do Hieria, e foi banido para a ilha de Proconeso. Em seu segundo ano de exílio (c. 764) foi levado para a prisão Fiale em Constantinopla e foi questionado pelo próprio imperador. Após quase um ano de carcere na prisão do pretório da cidade, foi condenado a morte sendo arrastado pelas ruas e espancado até a morte. Seu crânio foi recuperado por um de seus seguidores e levado pelo mosteiro de Dio. Suas relíquias são recordadas em várias igrejas e mosteiros constantinopolitanos durante os séculos XIII-XV.
Seu corpo foi depositado no Mosteiro de Lips (de acordo com viajantes russos) ou no martírio de São Estêvão, o Protomártir, no quarto de Constantinianas, e sua mão direita no mosteiro de Cristo Pantocrator. Seu crânio, que tornou-se objeto de uma procissão especial presidida pelo eparca de Constantinopla em sua festa (28 de novembro) estava no mosteiro Periblepto no século XIV e hoje é reivindicado como posse do Mosteiro de São Pantaleão do monte Atos.